# Saison 2013-2014 du RB Leipzig
Maillots
Chronologie
Saison suivante
La saison 2013-2014 est la 5e saison du RB Leipzig depuis sa fondation en 2009 et la 1re saison du club en 
compétition au niveau professionnel et national en Allemagne.
Leipzig a participé à la saison 2013-2014 de 3. Liga après avoir remporté les éliminatoires de promotion des Playoffs.
Leipzig a participé au DFB-Pokal après avoir remporté la Coupe de Saxe 2013. Ils ont été éliminés au premier tour par le FC Augsbourg. Leipzig participe également à la Coupe de Saxe 2014 puisque les équipes de 3.Liga sont autorisées à participer aux coupes régionales. Ils ont été éliminés en demi-finale par le FC Oberlausitz Neugersdorf.

## Évènements
La saison 2013-2014 est la 5e saison du RB Leipzig dans l'histoire du club et la 1re saison du club en compétition au niveau professionnel en Allemagne. Leipzig participe à la saison 2013-2014 de 3. Liga après avoir remporté la Regionalliga Nord-Est 2012-2013 et battu Sportfreunde Lotte en barrages de promotion,.
Ils ont remporté pour leurs débuts en 3. Liga contre le Hallescher FC le 19 juillet par 1 – 0. Le buteur était le capitaine Daniel Frahn.
Le 3 mai 2014, ils ont obtenu une promotion au 2. Bundesliga après avoir battu FC Sarrebruck par 5 – 1. Ils ont terminé leur première saison en 3. Liga en deuxième position, assurant une place de promotion directe.

## Transferts
| Nom                        | Nationalité | Poste     | Transfert                    | Période         | Provenance/Destination | Division              |
| -------------------------- | ----------- | --------- | ---------------------------- | --------------- | ---------------------- | --------------------- |
| Arrivées                   |             |           |                              |                 |                        |                       |
| Anthony Jung               | Allemagne   | Défenseur | Transfert (Libre)            | Mercato d'été   | FSV Francfort          | 2.Bundesliga          |
| Tobias Willers             | Allemagne   | Défenseur | Transfert (Libre)            | Mercato d'été   | Sportfreunde Lotte     | Regionalliga          |
| Yussuf Poulsen             | Danemark    | Attaquant | Transfert (650 K€)           | Mercato d'été   | Lyngby BK              | Superligaen           |
| Joshua Kimmich             | Allemagne   | Milieu    | Transfert (Montant Inconnue) | Mercato d'été   | VfB Stuttgart          | Bundesliga            |
| Denis Thomalla             | Allemagne   | Attaquant | Transfert (Libre)            | Mercato d'été   | TSG Hoffenheim         | Bundesliga            |
| Christos Papadimitriou     | Grèce       | Milieu    | Transfert (250 K€)           | Mercato d'été   | AEK Athènes            | Superleague           |
| André Luge                 | Allemagne   | Milieu    | Transfert (Montant Inconnue) | Mercato d'été   | FSV Zwickau            | 3.Liga                |
| Mikko Sumusalo             | Finlande    | Défenseur | Transfert (Libre)            | Mercato d'hiver | HJK Helsinki           | Veikkausliiga         |
| Diego Demme                | Allemagne   | Milieu    | Transfert (350 K€)           | Mercato d'hiver | SC Paderborn           | Veikkausliiga         |
| Federico Palacios Martínez | Allemagne   | Attaquant | Transfert (600 K€)           | Mercato d'hiver | VfL Wolfsburg          | Bundesliga            |
| Georg Teigl                | Autriche    | Milieu    | Transfert (Montant Inconnue) | Mercato d'hiver | Red Bull Salzbourg     | Ö-Bundesliga          |
| Dépenses totales : 1,85 M€ |             |           |                              |                 |                        |                       |
| Départs                    |             |           |                              |                 |                        |                       |
| Marcus Hoffmann            | Allemagne   | Défenseur | Transfert (Libre)            | Mercato d'été   | -                      | -                     |
| Tom Nattermann             | Allemagne   | Attaquant | Transfert (Libre)            | Mercato d'été   | -                      | -                     |
| Patrick Koronkiewicz       | Allemagne   | Défenseur | Transfert (Libre)            | Mercato d'été   | Sportfreunde Siegen    | Oberliga              |
| Umut Koçin                 | Allemagne   | Défenseur | Transfert (Libre)            | Mercato d'été   | Karşıyaka SK           | TFF 2.Lig             |
| Paul Schinke               | Allemagne   | Milieu    | Transfert (Libre)            | Mercato d'été   | -                      | -                     |
| Bastian Schulz             | Allemagne   | Défenseur | Transfert (Libre)            | Mercato d'hiver | VfL Wolfsburg II       | Regionalliga Nord     |
| Juri Judt                  | Allemagne   | Défenseur | Transfert (Libre)            | Mercato d'hiver | -                      | -                     |
| Carsten Kammlott           | Allemagne   | Attaquant | Transfert (Libre)            | Mercato d'hiver | Rot-Weiß Erfurt        | Regionalliga          |
| Thiago Rockenbach          | Brésil      | Milieu    | Prêt                         | Mercato d'hiver | Hertha Berlin II       | Regionalliga Nord-Est |
| Christos Papadimitriou     | Grèce       | Milieu    | Prêt                         | Mercato d'hiver | FC Liefering           | 2.Liga                |
| Recettes totales : 0 M€    |             |           |                              |                 |                        |                       |

## Maillots
Équipementier : Adidas / Sponsor : Red Bull
| Domicile |  | Extérieur |

| Domicile |  | Extérieur |

## Équipes

### Effectif de la saison
| N°                 | P.       | Nat.     | Nom                        | Date de Naissance | Club précédent          |
| Gardiens           | Gardiens | Gardiens | Gardiens                   | Gardiens          | Gardiens                |
| ------------------ | -------- | -------- | -------------------------- | ----------------- | ----------------------- |
| 1                  | G        |          | Fabio Coltorti             | 3 décembre 1980   | FC Lausanne-Sport       |
| 22                 | G        |          | Benjamin Bellot            | 30 juillet 1990   | FC Sachsen Leipzig      |
| 26                 | G        |          | Eric Domaschke             | 11 novembre 1985  | KSV Hessen Kassel       |
| 40                 | G        |          | Fabian Bredlow             | 2 mars 1995       | Formé au club           |
| Défenseurs         |          |          |                            |                   |                         |
| 3                  | D        |          | Anthony Jung               | 3 novembre 1991   | FSV Francfort           |
| 4                  | D        |          | Tobias Willers             | 21 avril 1987     | Sportfreunde Lotte      |
| 8                  | D        |          | Tim Sebastian              | 17 janvier 1984   | Hansa Rostock           |
| 21                 | D        |          | Mikko Sumusalo             | 12 mars 1990      | HJK Helsinki            |
| 24                 | D        |          | Niklas Hoheneder           | 17 août 1986      | Karlsruher SC           |
| 28                 | D        |          | Fabian Franke              | 7 mars 1989       | Hambourg SV II          |
| 30                 | D        |          | Christian Müller           | 13 août 1983      | FSV Francfort           |
| Milieux de terrain |          |          |                            |                   |                         |
| 5                  | M        |          | Henrik Ernst               | 2 septembre 1986  | Hanovre 96              |
| 17                 | M        |          | Joshua Kimmich             | 8 février 1995    | VfB Stuttgart           |
| 24                 | M        |          | Dominik Kaiser             | 16 septembre 1988 | TSG Hoffenheim          |
| 29                 | M        |          | Sebastian Heidinger        | 11 janvier 1986   | Arminia Bielefeld       |
| 31                 | M        |          | Diego Demme                | 21 novembre 1991  | SC Paderborn            |
| 33                 | M        |          | André Luge                 | 8 février 1991    | FSV Zwickau             |
| 34                 | M        |          | Clemens Fandrich           | 10 janvier 1991   | Energie Cottbus         |
| 38                 | M        |          | Fabian Schößler            | 18 octobre 1989   | Sachsen Leipzig         |
| 39                 | M        |          | Georg Teigl                | 9 février 1991    | Red Bull Salzbourg      |
| Attaquants         |          |          |                            |                   |                         |
| 9                  | A        |          | Yussuf Poulsen             | 15 juin 1994      | Lyngby BK               |
| 11                 | A        |          | Daniel Frahn               | 3 août 1987       | SV Babelsberg 03        |
| 18                 | A        |          | Timo Röttger               | 12 juillet 1985   | Dynamo Dresde           |
| 19                 | A        |          | Matthias Morys             | 19 mars 1987      | SG Sonnenhof Großaspach |
| 20                 | A        |          | Denis Thomalla             | 16 août 1992      | TSG Hoffenheim          |
| 32                 | A        |          | Federico Palacios Martínez | 9 avril 1995      | VfL Wolfsburg           |
| 41                 | A        |          | Tom Nattermann             | 16 avril 1993     | Formé au club           |

### Joueurs prêtés
Le tableau suivant liste les joueurs en prêts pour la saison 2013-2014.
| N° | P. | Nat. | Nom                        | Date de Naissance | Club en prêt     |
| -- | -- | ---- | -------------------------- | ----------------- | ---------------- |
| -  | M  |      | Thiago Rockenbach da Silva | 16 avril 1993     | Hertha Berlin II |
| -  | M  |      | Christos Papadimitriou     | 10 janvier 1994   | FC Liefering     |

## Préparation d'avant-saison
| 1re match                              | FC Grimma | 0 - 8   | RB Leipzig                                                                         |                                                                      |                                                                      |
| Samedi 22 juin 2013 16h00 CEST (UTC+2) |           | (0 - 3) | 3e Morys · 10e Frahn · 26e 73e Thomalla · 51e Luge · 56e 72e Kammlott · 70e Schulz | Stadion der Freundschaft Spectateurs : 1 250 Arbitrage : Enrico Jahn | Stadion der Freundschaft Spectateurs : 1 250 Arbitrage : Enrico Jahn |
| Samedi 22 juin 2013 16h00 CEST (UTC+2) | Rapport   |         |                                                                                    | Stadion der Freundschaft Spectateurs : 1 250 Arbitrage : Enrico Jahn | Stadion der Freundschaft Spectateurs : 1 250 Arbitrage : Enrico Jahn |

| 2e match                                 | FC Bâle II                             | 3 - 2   | RB Leipzig             |  |  |
| Mercredi 26 juin 2013 17h00 CEST (UTC+2) | Streller 10e · Andrist 71e · Ajeti 86e | (1 - 1) | 32e Schulz · 68e Frahn |  |  |
| Mercredi 26 juin 2013 17h00 CEST (UTC+2) | Rapport                                |         |                        |  |  |

| 3e match                                  | FC Liefering | 0 - 1   | RB Leipzig |  |  |
| Lundi 1er juillet 2013 17h00 CEST (UTC+2) |              | (0 - 1) | 35e Frahn  |  |  |
| Lundi 1er juillet 2013 17h00 CEST (UTC+2) | Rapport      |         |            |  |  |

| 4e match                                 | RB Leipzig                            | 3 - 0   | Viktoria Cologne |                                                         |                                                         |
| Samedi 6 juillet 2013 15h30 CEST (UTC+2) | Poulsen 23e · Luge 65e · Thomalla 79e | (1 - 0) |                  | Centre d'entrainement du RB Leipzig Spectateurs : 1 000 | Centre d'entrainement du RB Leipzig Spectateurs : 1 000 |
| Samedi 6 juillet 2013 15h30 CEST (UTC+2) | Rapport                               |         |                  | Centre d'entrainement du RB Leipzig Spectateurs : 1 000 | Centre d'entrainement du RB Leipzig Spectateurs : 1 000 |

| 5e match                                   | RB Leipzig                 | 2 - 0   | TSV Havelse |                                                         |                                                         |
| Dimanche 7 juillet 2013 15h30 CEST (UTC+2) | Holm 38e (csc) · Frahn 70e | (1 - 0) |             | Centre d'entrainement du RB Leipzig Spectateurs : 1 000 | Centre d'entrainement du RB Leipzig Spectateurs : 1 000 |
| Dimanche 7 juillet 2013 15h30 CEST (UTC+2) | Rapport                    |         |             | Centre d'entrainement du RB Leipzig Spectateurs : 1 000 | Centre d'entrainement du RB Leipzig Spectateurs : 1 000 |

| 6e match                                    | RB Leipzig | 0 - 1   | HB Køge      |                                    |                                    |
| Mercredi 10 juillet 2013 17h30 CEST (UTC+2) |            | (0 - 1) | 13e Tshiembe | Sportplatz Clade Spectateurs : 650 | Sportplatz Clade Spectateurs : 650 |
| Mercredi 10 juillet 2013 17h30 CEST (UTC+2) | Rapport    |         |              | Sportplatz Clade Spectateurs : 650 | Sportplatz Clade Spectateurs : 650 |

| 7e match                                  | Hertha Berlin | 1 - 0   | RB Leipzig |                                                                     |                                                                     |
| Samedi 13 juillet 2013 15h00 CEST (UTC+2) | Ramos 50e     | (0 - 0) |            | Paul-Greifzu-Stadion Spectateurs : 4 183 Arbitrage : Martin Bärmann | Paul-Greifzu-Stadion Spectateurs : 4 183 Arbitrage : Martin Bärmann |
| Samedi 13 juillet 2013 15h00 CEST (UTC+2) | Rapport       |         |            | Paul-Greifzu-Stadion Spectateurs : 4 183 Arbitrage : Martin Bärmann | Paul-Greifzu-Stadion Spectateurs : 4 183 Arbitrage : Martin Bärmann |

| 8e match                           | RB Leipzig                 | 2 - 1   | Werder Breme |                                                                 |                                                                 |
| Mardi 23 juillet 2013 CEST (UTC+2) | Röttger 45e · Kammlott 59e | (1 - 1) | 13e Füllkrug | Red Bull Arena Spectateurs : 8 947 Arbitrage : Alexander Sather | Red Bull Arena Spectateurs : 8 947 Arbitrage : Alexander Sather |
| Mardi 23 juillet 2013 CEST (UTC+2) | Rapport                    |         |              | Red Bull Arena Spectateurs : 8 947 Arbitrage : Alexander Sather | Red Bull Arena Spectateurs : 8 947 Arbitrage : Alexander Sather |

| 9e match                               | RB Leipzig                                                                     | 8 - 0   | FC Bitterfeld-Wolfen |                                                       |                                                       |
| Lundi 6 janvier 2014 16h00 CET (UTC+1) | Luge 3e 25e 35e · Thomalla 17e 80e · Fandrich 49e · Kammlott 78e · Röttger 90e | (0 - 0) |                      | Centre d'entrainement du RB Leipzig Spectateurs : 600 | Centre d'entrainement du RB Leipzig Spectateurs : 600 |
| Lundi 6 janvier 2014 16h00 CET (UTC+1) | Rapport                                                                        |         |                      | Centre d'entrainement du RB Leipzig Spectateurs : 600 | Centre d'entrainement du RB Leipzig Spectateurs : 600 |

| 10e match                                | FC Vaduz | 0 - 0   | RB Leipzig |  |  |
| Samedi 11 janvier 2014 15h30 CET (UTC+1) |          | (0 - 0) |            |  |  |
| Samedi 11 janvier 2014 15h30 CET (UTC+1) | Rapport  |         |            |  |  |

| 11e match                               | SSVg Velbert | 0 - 3   | RB Leipzig                               |  |  |
| Mardi 14 janvier 2014 15h30 CET (UTC+1) |              | (0 - 2) | 25e Thomalla · 42e Kaiser · 69e Palacios |  |  |
| Mardi 14 janvier 2014 15h30 CET (UTC+1) | Rapport      |         |                                          |  |  |

| 12e match                                  | FC Thun                | 2 - 1   | RB Leipzig  |  |  |
| Vendredi 17 janvier 2014 15h30 CET (UTC+1) | Krstić 54e · Zuffi 81e | (0 - 2) | 66e Poulsen |  |  |
| Vendredi 17 janvier 2014 15h30 CET (UTC+1) | Rapport                |         |             |  |  |

| 13e match                                  | RB Leipzig   | 1 - 0   | FC Oberlausitz Neugersdorf |                                                       |                                                       |
| Dimanche 26 janvier 2014 11h30 CET (UTC+1) | Fandrich 13e | (1 - 0) |                            | Centre d'entrainement du RB Leipzig Spectateurs : 100 | Centre d'entrainement du RB Leipzig Spectateurs : 100 |
| Dimanche 26 janvier 2014 11h30 CET (UTC+1) | Rapport      |         |                            | Centre d'entrainement du RB Leipzig Spectateurs : 100 | Centre d'entrainement du RB Leipzig Spectateurs : 100 |

## Compétitions
| 3.Liga             | DFB Pokal                            | Coupe de Saxe                                         |
| ------------------ | ------------------------------------ | ----------------------------------------------------- |
| 2e place 79 points | 1re Tour contre FC Augsbourg (0 - 2) | Demi-Finale contre FC Oberlausitz Neugersdorf (1 - 0) |
| 24V 7N 7D          | 0V 0N 1D                             | 3V 0N 1D                                              |
| TOTAL: 27V 7N 9D   |                                      |                                                       |

### 3.Liga

#### Classement
| Rang | Équipe                | Pts | J  | G  | N  | P  | Bp | Bc | Diff | Promotion, qualification ou relégation       |
| ---- | --------------------- | --- | -- | -- | -- | -- | -- | -- | ---- | -------------------------------------------- |
| 1    | FC Heidenheim (C, P)  | 79  | 38 | 23 | 10 | 5  | 59 | 25 | +34  | Promotion en 2. Bundesliga                   |
| 2    | RB Leipzig (P)        | 79  | 38 | 24 | 7  | 7  | 65 | 34 | +31  | Promotion en 2. Bundesliga                   |
| 3    | SV Darmstadt (O, P)   | 72  | 38 | 21 | 9  | 8  | 58 | 29 | +29  | Qualification pour les Barrages de promotion |
| 4    | Wehen Wiesbaden       | 56  | 38 | 15 | 11 | 12 | 43 | 44 | −1   |                                              |
| 5    | VfL Osnabrück         | 55  | 38 | 15 | 10 | 13 | 50 | 39 | +11  |                                              |
| 6    | Preußen Münster       | 53  | 38 | 13 | 14 | 11 | 55 | 50 | +5   |                                              |
| 7    | MSV Duisburg          | 52  | 38 | 13 | 13 | 12 | 43 | 43 | 0    |                                              |
| 8    | Stuttgarter Kickers   | 51  | 38 | 13 | 12 | 13 | 45 | 46 | −1   |                                              |
| 9    | Hallescher FC         | 51  | 38 | 14 | 9  | 15 | 50 | 55 | −5   |                                              |
| 10   | Rot-Weiß Erfurt       | 50  | 38 | 14 | 8  | 16 | 53 | 49 | +4   |                                              |
| 11   | Jahn Regensburg       | 49  | 38 | 12 | 13 | 13 | 51 | 51 | 0    |                                              |
| 12   | Chemnitzer FC         | 49  | 38 | 12 | 13 | 13 | 43 | 46 | −3   |                                              |
| 13   | Hansa Rostock         | 49  | 38 | 13 | 10 | 15 | 45 | 55 | −10  |                                              |
| 14   | Borussia Dortmund II  | 46  | 38 | 12 | 10 | 16 | 47 | 55 | −8   |                                              |
| 15   | VfB Stuttgart II      | 46  | 38 | 12 | 10 | 16 | 45 | 54 | −9   |                                              |
| 16   | Holstein Kiel         | 45  | 38 | 10 | 15 | 13 | 42 | 38 | +4   |                                              |
| 17   | SpVgg Unterhaching    | 43  | 38 | 11 | 10 | 17 | 50 | 65 | −15  |                                              |
| 18   | SV Elversberg (R)     | 40  | 38 | 10 | 10 | 18 | 32 | 54 | −22  | Relégation en Regionalliga                   |
| 19   | Wacker Burghausen (R) | 37  | 38 | 9  | 10 | 19 | 39 | 58 | −19  | Relégation en Regionalliga                   |
| 20   | FC Saarbrücken (R)    | 32  | 38 | 8  | 8  | 22 | 38 | 63 | −25  | Relégation en Regionalliga                   |

1. 1 2  Les Équipes de Réserve ne sont pas éligibles à la promotion.

#### Championnat
| Date                       | Heure | Journée     | Adversaire           | Lieu                         | Score | Buteurs                                | Publics |
| -------------------------- | ----- | ----------- | -------------------- | ---------------------------- | ----- | -------------------------------------- | ------- |
| Vendredi 19 juillet 2013   | 20h30 | 1re journée | Hallescher FC        | Erdgas Sportpark             | 0 - 1 | Frahn 23e                              | 14 022  |
| Samedi 27 juillet 2013     | 20h30 | 2e journée  | SC Preußen Münster   | Red Bull Arena               | 2 - 2 | Frahn 6e · Schulz 60e                  | 9 763   |
| Samedi 10 août 2013        | 14h00 | 3e journée  | SV Wacker Burghausen | Wacker-Arena                 | 1 - 2 | Frahn 13e · Kaiser 90+3e               | 2 600   |
| Dimanche 18 août 2013      | 14h00 | 4e journée  | MSV Duisburg         | Red Bull Arena               | 1 - 1 | Jung 33e                               | 13 758  |
| Samedi 24 août 2013        | 14h00 | 5e journée  | Rot-Weiß Erfurt      | Red Bull Arena               | 2 - 0 | Poulsen 1re 87e                        | 14 109  |
| Samedi 31 août 2013        | 14h00 | 6e journée  | SV Wehen Wiesbaden   | BRITA-Arena                  | 2 - 1 | Schulz 58e                             | 4 122   |
| Mardi 3 septembre 2013     | 19h00 | 7e journée  | Holstein Kiel        | Red Bull Arena               | 3 - 1 | Frahn 13e 90+4e · Herrmann 50e (csc)   | 11 714  |
| Samedi 7 septembre 2013    | 14h00 | 8e journée  | SV Elversberg        | Waldstadion Kaiserlinde      | 1 - 0 |                                        | 860     |
| Samedi 14 septembre 2013   | 14h00 | 9e journée  | VfB Stuttgart II     | Red Bull Arena               | 3 - 1 | Frahn 1re · Morys 24e · Schulz 90+1e   | 9 869   |
| Vendredi 20 septembre 2013 | 19h00 | 10e journée | VfL Osnabrück        | Osnatel-Arena                | 3 - 2 | Heidinger 13e · Poulsen 32e            | 8 974   |
| Samedi 28 septembre 2013   | 14h00 | 11e journée | SpVgg Unterhaching   | Red Bull Arena               | 2 - 2 | Kaiser 32e · Kammlott 75e              | 13 894  |
| Samedi 5 octobre 2013      | 14h00 | 12e journée | FC Heidenheim        | Voith-Arena                  | 0 - 2 | Frahn 62e · Kaiser 78e                 | 10 200  |
| Samedi 19 octobre 2013     | 14h00 | 13e journée | Jahn Regensburg      | Red Bull Arena               | 2 - 0 | Heidinger 44e · Frahn 83e              | 8 742   |
| Samedi 26 octobre 2013     | 14h00 | 14e journée | Chemnitzer FC        | Stadion an der Gellertstraße | 3 - 1 | Heidinger 44e · Frahn 83e              | 8 305   |
| Samedi 2 novembre 2013     | 14h00 | 15e journée | Borussia Dortmund II | Red Bull Arena               | 1 - 0 | Poulsen 12e                            | 11 477  |
| Samedi 9 novembre 2013     | 14h00 | 16e journée | SV Darmstadt 98      | Stadion am Böllenfalltor     | 0 - 1 | Kaiser 68e                             | 7 200   |
| Samedi 23 novembre 2013    | 14h00 | 17e journée | Hansa Rostock        | Red Bull Arena               | 1 - 2 | Kaiser 60e                             | 23 421  |
| Samedi 30 novembre 2013    | 14h00 | 18e journée | FC Saarbrücken       | Ludwigsparkstadion           | 2 - 3 | Franke 15e · Kimmich 52e · Willers 78e | 11 194  |
| Samedi 7 décembre 2013     | 14h00 | 19e journée | Stuttgarter Kickers  | Red Bull Arena               | 2 - 1 | Thomalla 21e · Luge 50e                | 7 021   |
| Samedi 14 décembre 2013    | 14h00 | 20e journée | SC Preußen Münster   | Preußenstadion               | 0 - 0 |                                        | 6 787   |
| Samedi 21 décembre 2013    | 14h00 | 21e journée | Hallescher FC        | Red Bull Arena               | 2 - 1 | Kaiser 51e · Poulsen 65e               | 20 354  |
| Mercredi 25 décembre 2013  | 14h00 | 22e journée | SV Wacker Burghausen | Red Bull Arena               | 0 - 1 |                                        | 7 328   |
| Samedi 1er février 2014    | 14h00 | 23e journée | MSV Duisburg         | Schauinsland-Reisen-Arena    | 2 - 1 | Frahn 57e                              | 11 012  |
| Samedi 8 février 2014      | 14h00 | 24e journée | Rot-Weiß Erfurt      | Steigerwaldstadion           | 0 - 2 | Kaiser 32e · Frahn 72e                 | 11 240  |
| Dimanche 16 février 2014   | 14h00 | 25e journée | SV Wehen Wiesbaden   | Red Bull Arena               | 1 - 0 | Kaiser 16e                             | 11 198  |
| Samedi 22 février 2014     | 14h00 | 26e journée | Holstein Kiel        | Holstein-Stadion             | 0 - 2 | Frahn 11e · Heidinger 55e              | 4 946   |
| Dimanche 2 mars 2014       | 14h00 | 27e journée | SV Elversberg        | Red Bull Arena               | 2 - 0 | Kaiser 23e · Röttger 65e               | 18 487  |
| Vendredi 7 mars 2014       | 19h00 | 28e journée | VfB Stuttgart II     | Gazi-Stadion auf der Waldau  | 0 - 2 | Frahn 28e · Poulsen 63e                | 1 300   |
| Dimanche 16 mars 2014      | 14h00 | 29e journée | VfL Osnabrück        | Red Bull Arena               | 1 - 0 | Frahn 28e                              | 12 205  |
| Samedi 22 mars 2014        | 14h00 | 30e journée | SpVgg Unterhaching   | Sportpark Unterhaching       | 1 - 1 | Poulsen 22e                            |         |
| Mercredi 26 mars 2014      | 20h15 | 31e journée | FC Heidenheim        | Red Bull Arena               | 1 - 1 | Poulsen 44e                            | 25 312  |
| Samedi 29 mars 2014        | 14h00 | 32e journée | Jahn Regensburg      | Jahnstadion Regensburg       | 0 - 3 | Frahn 1re · Jung 20e · Hoheneder 86e   | 4 022   |
| Samedi 5 avril 2014        | 14h00 | 33e journée | Chemnitzer FC        | Red Bull Arena               | 2 - 1 | Fandrich 25e · Kaiser 77e              | 17 479  |
| Mardi 15 avril 2014        | 14h00 | 34e journée | Borussia Dortmund II | Stadion Rote Erde            | 3 - 3 | Frahn 18e 80e · Heidinger 84e          | 4 039   |
| Samedi 19 avril 2014       | 14h00 | 35e journée | SV Darmstadt 98      | Red Bull Arena               | 1 - 0 | Jung 15e                               | 39 147  |
| Samedi 26 avril 2014       | 14h00 | 36e journée | Hansa Rostock        | DKB-Arena                    | 0 - 1 | Frahn 44e                              | 14 200  |
| Samedi 3 mai 2014          | 13h30 | 37e journée | FC Saarbrücken       | Red Bull Arena               | 5 - 1 | Kaiser 7e 35e 48e · Frahn 9e 14e       | 42 713  |
| Samedi 10 mai 2014         | 13h30 | 38e journée | Stuttgarter Kickers  | Gazi-Stadion auf der Waldau  | 1 - 3 | Röttger 36e · Poulsen 45e 69e          | 5 800   |

### DFB Pokal
| 1re Tour                                | RB Leipzig | 0 - 2   | FC Augsbourg                      |                                                                |                                                                |
| Vendredi 2 août 2013 20h00 CEST (UTC+2) |            | (0 - 1) | 5e Callsen-Bracker · 69e Altıntop | Red Bull Arena Spectateurs : 30 307 Arbitrage : Tobias Stieler | Red Bull Arena Spectateurs : 30 307 Arbitrage : Tobias Stieler |
| Vendredi 2 août 2013 20h00 CEST (UTC+2) | Rapport    |         |                                   | Red Bull Arena Spectateurs : 30 307 Arbitrage : Tobias Stieler | Red Bull Arena Spectateurs : 30 307 Arbitrage : Tobias Stieler |

### Coupe de Saxe
| 3e Tour                                     | FC Lokomotive Leipzig | 0 - 2   | RB Leipzig             |                                                                |                                                                |
| Dimanche 13 octobre 2013 15h00 CEST (UTC+2) |                       | (0 - 1) | 23e Kaiser · 63e Frahn | Red Bull Arena Spectateurs : 30 307 Arbitrage : Tobias Stieler | Red Bull Arena Spectateurs : 30 307 Arbitrage : Tobias Stieler |
| Dimanche 13 octobre 2013 15h00 CEST (UTC+2) | Rapport               |         |                        | Red Bull Arena Spectateurs : 30 307 Arbitrage : Tobias Stieler | Red Bull Arena Spectateurs : 30 307 Arbitrage : Tobias Stieler |

| 4e Tour                                     | BSV Gelenau | 0 - 11  | RB Leipzig |                                                                        |                                                                        |
| Mercredi 16 octobre 2013 13h30 CEST (UTC+2) |             | (0 - 4) | 13e Kammlott · 32e 70e Schulz · 41e Silva · 45e 65e 78e Röttger · 56e 76e Papadimitriou · 74e Sebastian · 82e Fandrich | Stadion der Freundschaft Spectateurs : 2 000 Arbitrage : Daniel Hartig | Stadion der Freundschaft Spectateurs : 2 000 Arbitrage : Daniel Hartig |
| Mercredi 16 octobre 2013 13h30 CEST (UTC+2) | Rapport     |         | | Stadion der Freundschaft Spectateurs : 2 000 Arbitrage : Daniel Hartig | Stadion der Freundschaft Spectateurs : 2 000 Arbitrage : Daniel Hartig |

| Quart de Finale                            | FC Eilenburg | 0 - 4   | RB Leipzig                                         |                                                               |                                                               |
| Mercredi 26 février 2014 18h00 CET (UTC+1) |              | (0 - 3) | 18e Röttger · 27e Sebastian · 30e Morys · 80e Luge | Ilburg-Stadion Spectateurs : 2 100 Arbitrage : Benjamin Seidl | Ilburg-Stadion Spectateurs : 2 100 Arbitrage : Benjamin Seidl |
| Mercredi 26 février 2014 18h00 CET (UTC+1) | Rapport      |         |                                                    | Ilburg-Stadion Spectateurs : 2 100 Arbitrage : Benjamin Seidl | Ilburg-Stadion Spectateurs : 2 100 Arbitrage : Benjamin Seidl |

| Demi-Finale                             | FC Oberlausitz Neugersdorf | 1 - 0   | RB Leipzig |                                                                  |                                                                  |
| Mercredi 9 avril 2014 17h30 CET (UTC+1) | Kunze 52e                  | (0 - 0) |            | ENSO-Oberlausitzarena Spectateurs : 2 013 Arbitrage : Josef Jurk | ENSO-Oberlausitzarena Spectateurs : 2 013 Arbitrage : Josef Jurk |
| Mercredi 9 avril 2014 17h30 CET (UTC+1) | Rapport                    |         |            | ENSO-Oberlausitzarena Spectateurs : 2 013 Arbitrage : Josef Jurk | ENSO-Oberlausitzarena Spectateurs : 2 013 Arbitrage : Josef Jurk |

## Statistiques

### Buteurs
Inclut uniquement les matches officiels. La liste est classée par numéro de maillot lorsque le total de but est égal.
| R     | No.   | Pos.  | Nat   | Joueur                     | 3.Liga | DFB Pokal | Saxony Cup | Total |
| 1     | 11    | A     |       | Daniel Frahn               | 19     | 0         | 1          | 20    |
| 2     | 24    | M     |       | Dominik Kaiser             | 13     | 0         | 1          | 14    |
| 3     | 9     | A     |       | Yussuf Poulsen             | 10     | 0         | 0          | 10    |
| 4     | 18    | A     |       | Timo Röttger               | 2      | 0         | 4          | 6     |
| 5     | 15    | M     |       | Bastian Schulz             | 3      | 0         | 2          | 5     |
| 6     | 29    | M     |       | Sebastian Heidinger        | 4      | 0         | 0          | 4     |
| 7     | 3     | D     |       | Anthony Jung               | 3      | 0         | 0          | 3     |
| 8     | 8     | D     |       | Tim Sebastian              | 0      | 0         | 2          | 2     |
| 8     | 19    | A     |       | Matthias Morys             | 1      | 0         | 1          | 2     |
| 8     | 20    | A     |       | Denis Thomalla             | 2      | 0         | 0          | 2     |
| 8     | 25    | M     |       | Christos Papadimitriou     | 0      | 0         | 2          | 2     |
| 8     | 27    | A     |       | Carsten Kammlott           | 1      | 0         | 1          | 2     |
| 8     | 33    | M     |       | André Luge                 | 1      | 0         | 1          | 2     |
| 8     | 34    | M     |       | Clemens Fandrich           | 1      | 0         | 1          | 2     |
| 15    | 4     | D     |       | Tobias Willers             | 1      | 0         | 0          | 1     |
| 15    | 10    | M     |       | Thiago Rockenbach da Silva | 0      | 0         | 1          | 1     |
| 15    | 17    | M     |       | Joshua Kimmich             | 1      | 0         | 0          | 1     |
| 15    | 23    | D     |       | Niklas Hoheneder           | 1      | 0         | 0          | 1     |
| 15    | 28    | D     |       | Fabian Franke              | 1      | 0         | 0          | 1     |
| TOTAL | TOTAL | TOTAL | TOTAL | TOTAL                      | 59     | 0         | 17         | 76    |